# Golf Digest
Golf Digest je americký golfový časopis, vydávaný měsíčně golfovou divizí společnosti Discovery, Inc.. Jde o publikaci všeobecně zaměřenou na rekreační golf, ale i mužský a ženský soutěžní golf. Časopis byl založen Johnem F. Barnettem v Chicagu roku 1950. V roce 1964 přesídlil do Connecticutu a v roce 1969 byl koupen společností The New York Times Company. The Times company prodala v roce 2001 svou časopisovou divizi společnosti Condé Nast. Sídlem časopisu Golf Digest je New York. 13. května 2019 společnost Discovery, Inc. odkoupila Golf Digest od Condé Nast, aby jej integrovala se svou golfovou televizní stanicí GolfTV.